# Journal of Chemical Ecology
The Journal of Chemical Ecology — щомісячний оглядовий науковий журнал, що публікується Springer Science+Business Media і охоплює усі аспекти хімічної екології. Журнал було засновано у 1975 р. і він є офіційним журналом International Society of Chemical Ecologists і Asia-Pacific Association of Chemical Ecologists. Відповідальний редактор John Romeo (Університет Південної Флориди).
Згідно з висновком Journal Citation Reports, у 2013 р. Імпакт-фактор журналу становив 2.239.

## Ресурси Інтернету
- Офіційний сайт